# Parafia Miłosierdzia Bożego w Gozdowie
Parafia Miłosierdzia Bożego w Gozdowie – parafia rzymskokatolicka w Gozdowie. Znajduje się na terenie diecezji zamojsko-lubaczowskiej, w dekanacie Hrubieszów-Południe. 
Mieści się pod numerem 193a w Gozdowie. Obecnie proboszczem jest ks. Michał Grela. Z parafii pochodzi aktualnie  jeden ksiądz – ks. dr Piotr Spyra, dyrektor Zamojskiej Szkoły Ewangelizacji bł. Stanisława Kostki Starowieyskiego. 
Do parafii należą wierni z następujących miejscowości: Alojzów (nry 97, 102-106), Brodzica (nry 56,60), Gozdów, Podhorce.

Parafia Miłosierdzia Bożego w Gozdowie
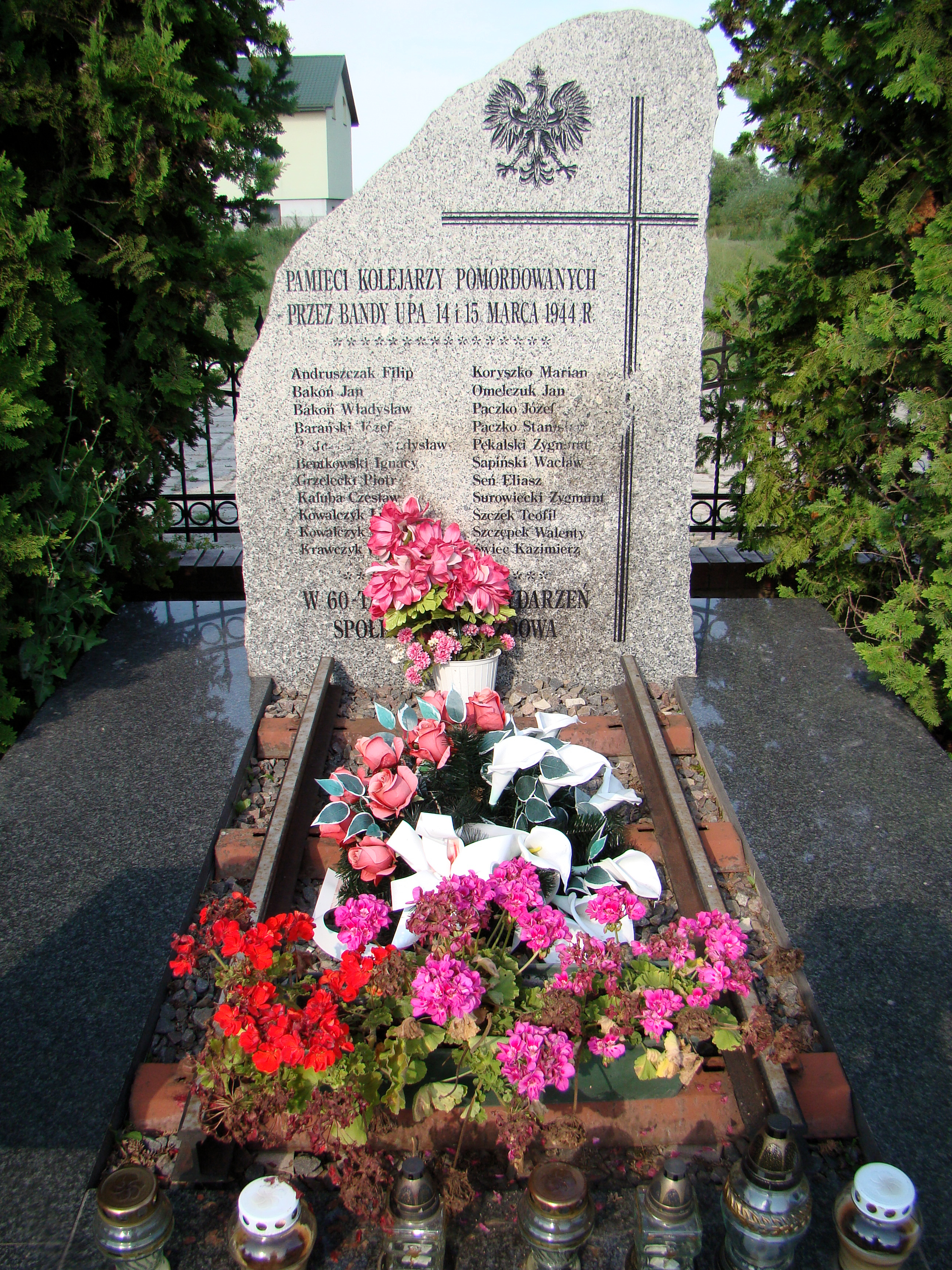
Pomnik kolejarzy obok kościoła
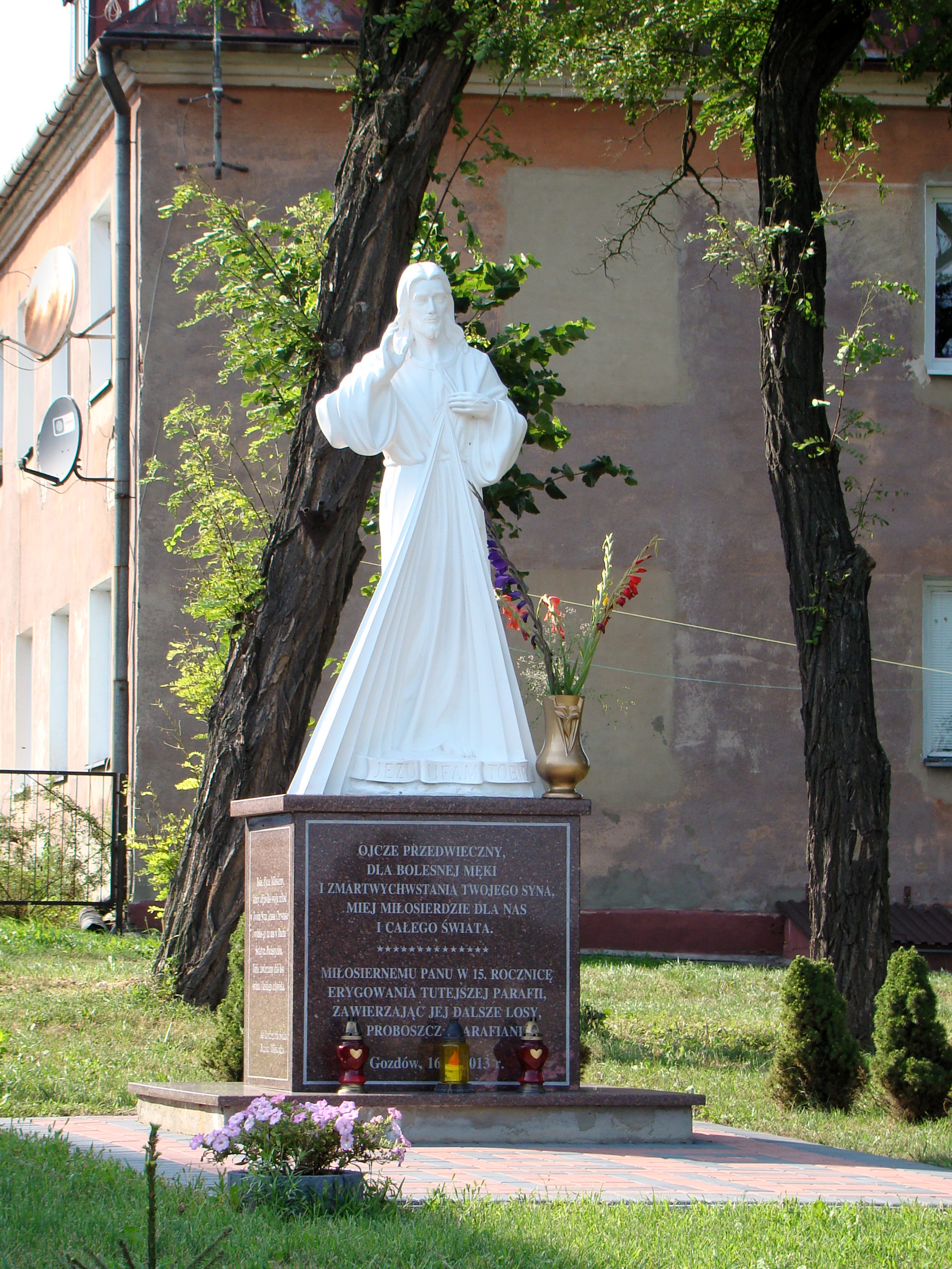
Figurka Jezusa Chrystusa
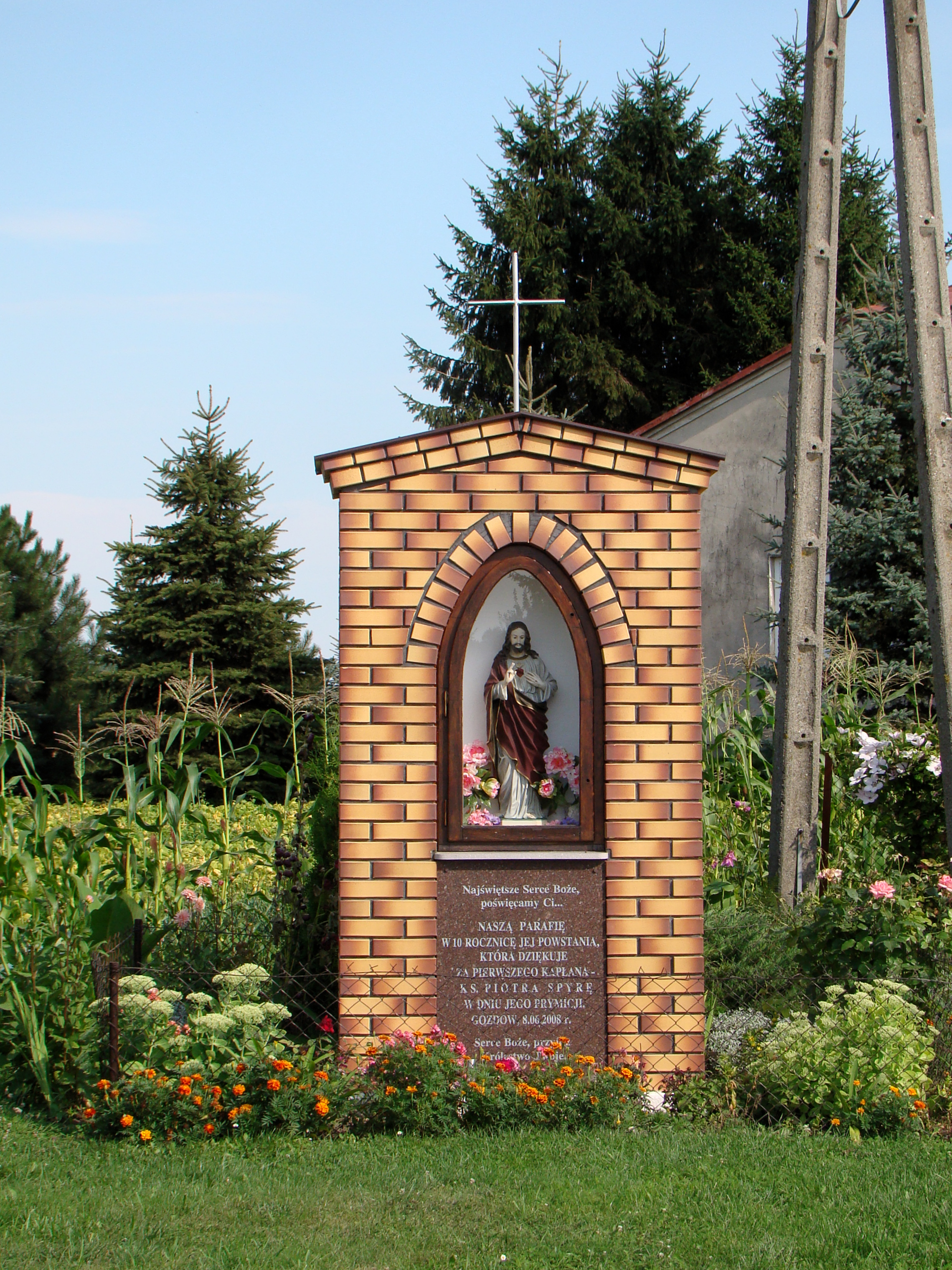
Kapliczka przydrożna
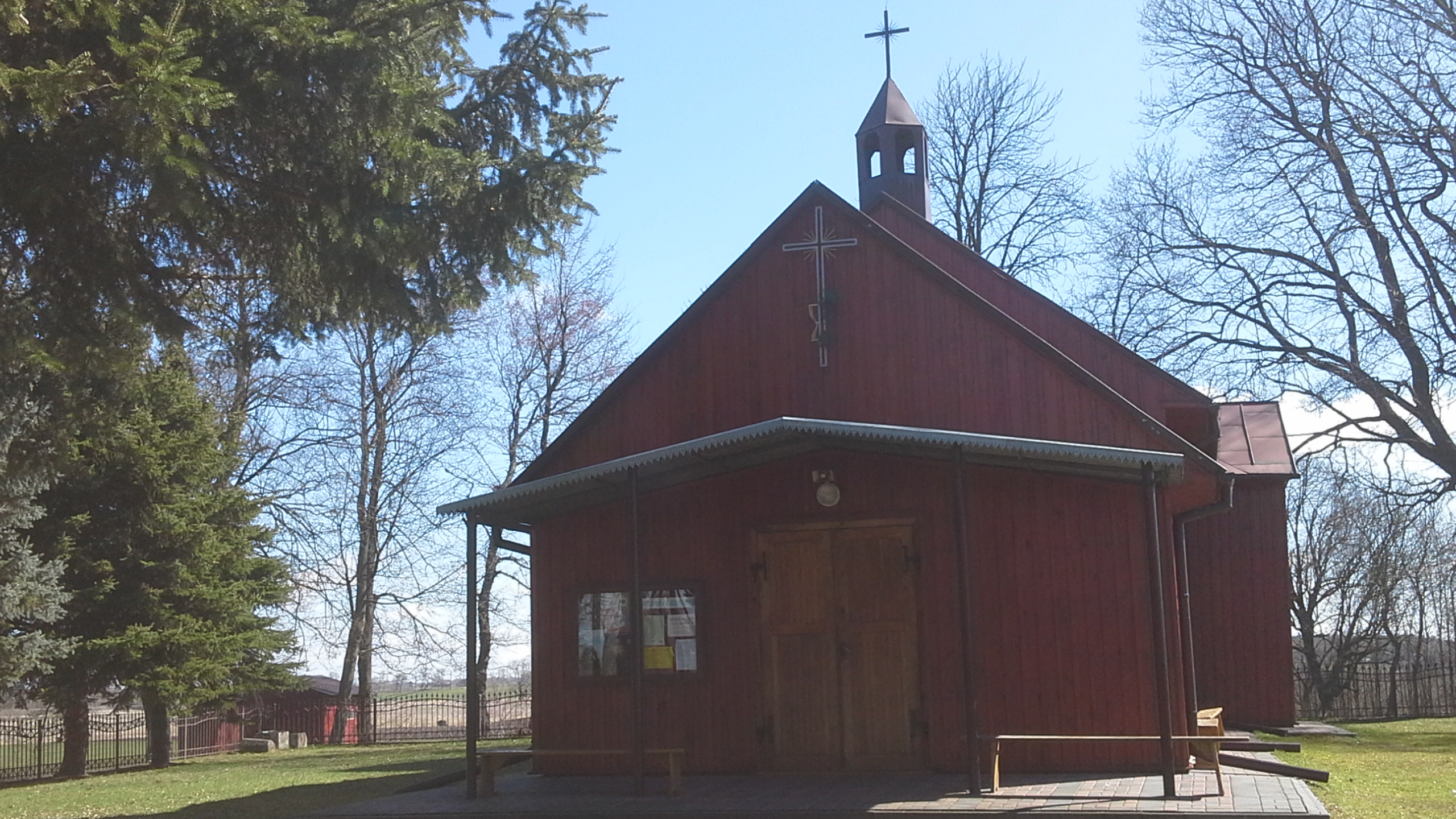
Kościół filialny w Podhorcach